# لیلکی آمریکایی
 لیلکی آمریکایی(نام علمی: Gleditsia triacanthos) نام یک گونه از سرده اقاقیا است.